# Cornelia Hammer
Cornelia Hammer, auch Conny Hammer, (* 1979) ist eine deutsche Schauspielerin.
Hammer wuchs in Weiden in der Oberpfalz auf. Sie lernte den Beruf der Krankenschwester. Danach besuchte sie die Schauspielschule Ruth von Zerboni.

## Filmographie (Auswahl)
- 2004–2006: Chiemgauer Volkstheater:
  - 2004: Kinder, Kinder
  - 2005: Maximilian, jetzt bist du dran
  - 2005: Fürn’n Papa a Frau
  - 2005: Der Sack voll Flöhe
  - 2006: Der Gockel-Kriag
  - 2006: Fünfzig Minuten Verspätung